# 1988-as Formula–1 kanadai nagydíj
Az 1988-as Formula–1-es világbajnokság  ötödik futama a kanadai nagydíj volt.

## Futam
Kanadában Senna sorban az ötödik alkalommal indult az élről, de Prost a rajtnál megelőzte. A 19. körben, amikor utolérték a lekörözendőket, Senna megelőzte csapattársát a hajtűkanyar előtt és megnyerte a futamot. A harmadik Boutsen már több mint 50 másodperc hátrányban ért célba.
|         | Rsz. | Versenyző          | Csapat          | Körök | Idő/Kiesések        | Rajthely | Pontok |
| ------- | ---- | ------------------ | --------------- | ----- | ------------------- | -------- | ------ |
| 1       | 12   | Ayrton Senna       | McLaren-Honda   | 69    | 1:39:46,618         | 1        | 9      |
| 2       | 11   | Alain Prost        | McLaren-Honda   | 69    | + 5,934             | 2        | 6      |
| 3       | 20   | Thierry Boutsen    | Benetton-Ford   | 69    | + 51,409            | 7        | 4      |
| 4       | 1    | Nelson Piquet      | Lotus-Honda     | 68    | + 1 kör             | 6        | 3      |
| 5       | 16   | Ivan Capelli       | March-Judd      | 68    | + 1 kör             | 14       | 2      |
| 6       | 3    | Jonathan Palmer    | Tyrrell-Ford    | 67    | + 2 kör             | 19       | 1      |
| 7       | 17   | Derek Warwick      | Arrows-Megatron | 67    | + 2 kör             | 16       |        |
| 8       | 31   | Gabriele Tarquini  | Coloni-Ford     | 67    | + 2 kör             | 26       |        |
| 9       | 22   | Andrea de Cesaris  | Rial-Ford       | 66    | Kifogyott üzemanyag | 12       |        |
| 10      | 30   | Philippe Alliot    | Larrousse-Ford  | 66    | Elektronika         | 17       |        |
| 11      | 2    | Nakadzsima Szatoru | Lotus-Honda     | 66    | + 3 kör             | 13       |        |
| 12      | 33   | Stefano Modena     | Euro Brun-Ford  | 66    | + 3 kör             | 15       |        |
| 13      | 24   | Luis Perez-Sala    | Minardi-Ford    | 64    | + 5 kör             | 21       |        |
| 14      | 9    | Piercarlo Ghinzani | Zakspeed        | 63    | Motorhiba           | 22       |        |
| Kiesett | 15   | Maurício Gugelmin  | March-Judd      | 54    | Váltó               | 18       |        |
| Kiesett | 14   | Philippe Streiff   | AGS-Ford        | 41    | Felfüggesztés       | 10       |        |
| Kiesett | 25   | René Arnoux        | Ligier-Judd     | 36    | Erőátvitel          | 20       |        |
| Kiesett | 27   | Michele Alboreto   | Ferrari         | 33    | Motorhiba           | 4        |        |
| Kiesett | 6    | Riccardo Patrese   | Williams-Judd   | 32    | Motorhiba           | 11       |        |
| Kiesett | 18   | Eddie Cheever      | Arrows-Megatron | 31    | Karburátor          | 8        |        |
| Kiesett | 5    | Nigel Mansell      | Williams-Judd   | 28    | Motorhiba           | 9        |        |
| Kiesett | 26   | Stefan Johansson   | Ligier-Judd     | 24    | Motorhiba           | 25       |        |
| Kiesett | 28   | Gerhard Berger     | Ferrari         | 22    | Elektronika         | 3        |        |
| Kiesett | 19   | Alessandro Nannini | Benetton-Ford   | 15    | Gyújtás             | 5        |        |
| Kiesett | 32   | Oscar Larrauri     | Euro Brun-Ford  | 8     | Alváz               | 24       |        |
| Kiesett | 4    | Julian Bailey      | Tyrrell-Ford    | 0     | Ütközés             | 23       |        |
| NK      | 23   | Adrián Campos      | Minardi-Ford    |       |                     |          |        |
| NK      | 21   | Nicola Larini      | Osella          |       |                     |          |        |
| NK      | 29   | Yannick Dalmas     | Larrousse-Ford  |       |                     |          |        |
| NK      | 10   | Bernd Schneider    | Zakspeed        |       |                     |          |        |
| NeK     | 36   | Alex Caffi         | Dallara-Ford    |       |                     |          |        |

## Statisztikák
Vezető helyen:
- Alain Prost: 18 (1-18)
- Ayrton Senna: 51 (19-69)

Ayrton Senna 8. győzelme, 21. pole-pozíciója, 9. leggyorsabb köre, 2. mesterhármasa (gy, pp, lk)
- McLaren 60. győzelme.